# Richard Krawczyk
Pour les articles homonymes, voir Krawczyk.
Richard Krawczyk dit « Zébulon » est un footballeur français d'origine polonaise né le 24 mai 1947 à Aix-Noulette (Pas-de-Calais). Il était milieu de terrain. 1,67 m pour 67 kg.
En 2022, le magazine So Foot le classe dans le top 1000 des meilleurs joueurs du championnat de France, à la 476e place.

## Carrière de joueur
- RC Lens (1963-1968)
- FC Metz (1968-1971)
- Stade de Reims (1971-1976)
- RC Lens (1976-1979)
- US Nœux-les-Mines[2]

## Palmarès
- Vainqueur de la Coupe Drago 1965
- International junior, espoir, B et A. Il détient une sélection en A, le 23 décembre 1967, lors de France-Luxembourg (3-1), match de qualification au Championnat d'Europe des nations.
- Plus jeune buteur de l'histoire de la D1, âgé de 16 ans, 3 mois et 15 jours lors d'Angers-Lens le 8 septembre 1963[3].